# Acalolepta fergussoni
Acalolepta fergussoni es una especie de escarabajo longicornio del género Acalolepta, tribu Monochamini, subfamilia Lamiinae. Fue descrita científicamente por Breuning en 1970.
Se distribuye por Papúa Nueva Guinea. Mide aproximadamente 11-12 milímetros de longitud. El período de vuelo de esta especie ocurre entre septiembre y diciembre.